# Heritage of the Desert
Pour plus de détails, voir Fiche technique et Distribution.
Heritage of the Desert est un western américain réalisé par Henry Hathaway, sorti en 1932. Il ressortira plus tard sous le titre When the West was Young.
Il s'agit du remake de film muet de 1924, The Heritage of the Desert (en) qui connut un grand succès (il utilisait les premières couleurs Technicolor).

## Synopsis
Un éleveur de bêtes de somme possède un terrain qui boucle la seule issue de la vallée où un hors-la-loi cache un énorme troupeau de bétail volé. Lorsque le bandit décide de contester la revendication de l'éleveur sur ses terres, ce dernier a une longueur d'avance sur lui et engage un géomètre pour redessiner et confirmer les limites de la propriété.

## Fiche technique
- Titre original : Heritage of the Desert
- Réalisation : Henry Hathaway
- Scénario : Harold Shumate, Frank Partos, d'après le roman Heritage of the Desert de Zane Grey (1910)
- Direction artistique : A. Earl Hedrick (en)
- Photographie : Archie Stout
- Production : Harold Hurley
- Société de production : Paramount Publix Corporation
- Société de distribution : Paramount Publix Corporation
- Lieux de tournage : Parc d'État de Red Rock Canyon (Californie)
- Pays de production :  États-Unis
- Langue : anglais
- Format : noir et blanc — 35 mm — 1,37:1 — son : mono (Western Electric Noiseless Recording)
- Genre : western
- Durée : 58 minutes
- Dates de sortie :
  - États-Unis :30 septembre 1932
  - France : 7 juin 1940 (sortie partielle) sous le titre : La Terreur de la savane[1]

## Distribution
- Randolph Scott : Jack Hare
- Sally Blane : Judy
- J. Farrell MacDonald : Adam Naab
- David Landau : Judson Holderness
- Gordon Westcott : Snap Naab
- Guinn Williams : Lefty
- Vince Barnett : Windy